# Aunu'u
Aunu'u es una pequeña isla volcánica del océano Pacífico localizada frente a la costa sur oriental de Tutuila en la Samoa Americana.  Tiene una superficie de 1,52 km² y una población de 476 personas según el censo de 2000. Administrativamente, forma parte del Distrito Este (Eastern District), una de las divisiones principales de la Samoa Americana.